# Ол-чики
Ол-чики (ᱚᱞ ᱪᱤᱠᱤ, Ol Chiki — «язык письменности»; также «алфавит сантали») — оригинальный алфавит для языка сантали семьи мунда (Индия), который создал в 1925 году Пандит Рагхунатх Мурму. Прежде для записи языка сантали использовались бенгальский алфавит, алфавит ория или латинский алфавит (хотя большинство населения было неграмотным). Поскольку сантали не относится к индоевропейским языкам, данные алфавиты были для него неудобными, не соответствуя специфике языков мунда (например, в указанных алфавитах различались глухие и звонкие согласные, тогда как в языке сантали они чередуются в корне при словоизменении, поэтому их различение избыточно).
Ол-чики состоит из 30 знаков, формы которых были выбраны не случайно, а внешне напоминают слова, от которых происходят названия букв. Направление письма — слева направо.
В настоящее время, по разным данным, алфавитом владеют от 10 % до 30 % носителей языка сантали, то есть около 1 млн чел.

## Изображения

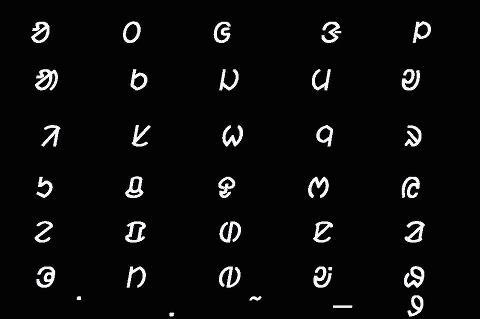
Алфавит ол чики.

## Ол-чики в юникоде
| Ол-чики На сайте Юникод Архивная копия от 16 февраля 2020 на Wayback Machine (PDF) |   |   |   |   |   |   |   |   |   |   |   |   |   |   |   |   |
|                                                                                    | 0 | 1 | 2 | 3 | 4 | 5 | 6 | 7 | 8 | 9 | A | B | C | D | E | F |
| U+1C5x                                                                             | ᱐ | ᱑ | ᱒ | ᱓ | ᱔ | ᱕ | ᱖ | ᱗ | ᱘ | ᱙ | ᱚ | ᱛ | ᱜ | ᱝ | ᱞ | ᱟ |
| U+1C6x                                                                             | ᱠ | ᱡ | ᱢ | ᱣ | ᱤ | ᱥ | ᱦ | ᱧ | ᱨ | ᱩ | ᱪ | ᱫ | ᱬ | ᱭ | ᱮ | ᱯ |
| U+1C7x                                                                             | ᱰ | ᱱ | ᱲ | ᱳ | ᱴ | ᱵ | ᱶ | ᱷ | ᱸ | ᱹ | ᱺ | ᱻ | ᱼ | ᱽ | ᱾ | ᱿ |